# Google (поисковая система)
Google (МФА [ɡuːɡl]) — крупнейшая в мире поисковая система интернета, принадлежащая корпорации Google Inc. Основана в 1998 году Ларри Пейджем и Сергеем Брином. 
Первая по популярности система (90,48 % [3]), обрабатывает 41 млрд 345 млн запросов в месяц (доля рынка 62,4 %), индексирует более 25 миллиардов веб-страниц (на закрытой конференции в начале мая 2014 представитель Google упомянул, что на данный момент проиндексировано 60 триллионов документов, и, как можно заметить в результате тестов, счётчик в поиске Google ограничен числом 25 270 000 000, также на это число при выдаче влияют фильтры, встроенные в алгоритм ранжирования выдачи). Поддерживает поиск в документах форматов PDF, RTF, PostScript, Microsoft Word, Microsoft Excel, Microsoft PowerPoint и других.

## История создания
Поисковая система Google была создана в качестве учебного проекта студентов Стэнфордского университета Ларри Пейджа и Сергея Брина. Они в 1996 году работали над поисковой системой BackRub, а в 1998 году на её основе создали новую поисковую систему Google. С первого же года существования в Google стали применять метод прозрачного управления OKR, который определил подход к планированию развития компании и способ корпоративного управления.
Хотя корпорация была основана 2 сентября 1998 года, а домен Google.com зарегистрирован 15 сентября 1997 года, поисковик (с 2000 года) иногда отмечает свой день рождения и в другой день: как 7, так и 27 сентября.
Слово Google произошло от искажённого googol (гугол) — названия числа десять в сотой степени (10100).

## Индексация сайтов
Поисковый робот Google имеет User Agent — Googlebot (поисковый робот), который является основным роботом, сканирующим содержание страницы для поискового индекса. Помимо него существуют ещё несколько специализированных роботов:
- Googlebot-Mobile — робот, индексирующий сайты для мобильных устройств, ноутбуков;
- Google Search Appliance (Google) gsa-crawler[14] — поисковый робот нового аппаратно-программного комплекса Search Appliance;
- Googlebot-Image — робот, сканирующий страницы для индекса картинок;
- Mediapartners-Google — робот, сканирующий контент страницы для определения содержания AdSense;
- Adsbot-Google — робот, сканирующий контент для оценки качества целевых страниц Ads.

Также эти роботы помогают определить страницы низкого качества. Критерии определения низкокачественных страниц:
- Уникальность контента;
- Поведение пользователя;
- Ссылки на страницу;
- Интуитивно понятный и удобный дизайн.

## Выдача данных пользователей
В 2012 году Google выдала властям США данные нескольких работников WikiLeaks: содержание почтовых отправлений, метаданные, информацию о подписках и другие данные и только через 2,7 года уведомила пользователей об этом.
Летом 2013 года благодаря бывшему сотруднику американских спецслужб Эдварду Сноудену стало известно о том, что американское правительство платило Google, Yahoo!, Microsoft и Facebook миллионы долларов за раскрытие информации об интернет-пользователях (в рамках программы PRISM). Расходы, согласно документам, были покрыты подразделением Агентства национальной безопасности, известным как Отдел по работе со специальными источниками. В ответ на это главный юрист Google Дэвид Драммонд опубликовал в блоге компании открытое письмо, адресованное генпрокурору США и директору ФБР, в котором просил разрешить обнародовать в регулярном отчёте Transparency Report подробную информацию о правительственных запросах, в том числе о запросах, основанных на Законе о надзоре за деятельностью иностранных спецслужб (FISA). По утверждению Драммонда, ответы на эти запросы не обеспечивали правительству США прямого доступа к данным пользователей.

## Защита прав человека
Некоторые специалисты Google приняли участие в событиях Арабской весны, выступая за «демократические ценности и защиту прав человека». Так, директор по маркетингу Google на Ближнем Востоке и в Северной Африке Ваиль Гоним выступал за свержение режима Хосни Мубарака в Египте во время беспорядков в стране в 2011 году. Он создал страницу в социальной сети Facebook, где осуждалось насилие над гражданами Египта со стороны правящей власти и происходила координация действий демонстрантов. Гоним охарактеризовал египетское протестное движение как «Facebook revolution» и отметил, что интернет играл в ней чрезвычайно важную роль.
Кроме того, вскоре после событий Арабской весны представители Google заявили, что они работают над облегчением доступа к информации и продуктам компании на Ближнем Востоке и в Северной Африке. В этой связи целью американской компании является обеспечение доступа к ещё большему числу своих продуктов на арабском языке. За 2011 год компания запустила версию Google Voice и Google+ на арабском и представила в Art Project два музея, расположенных в Катаре (Музей исламского искусства и Арабский музей современного искусства Матхаф), а в 2012 году пригласила президента Туниса выступить посредством сервиса видеовещания Google+ Hangout On Air. У компании Google есть также серьёзные претензии к руководству Китая в связи с попытками ограничить доступ китайских граждан к информации в интернете.
25 мая 2021 года компания анонсировала новую возможность поставить пароль на историю действий на сайтах, в приложениях и сервисах Google, поисковые запросы, историю просмотров YouTube и вопросы «Google Ассистенту».

## Алгоритм ранжирования
С июля 2022 года Google стал вести историю официальных апдейтов поискового алгоритма на соответствующей странице в разделе справочной документации Google Search Central. Список не полный, он начинается с января 2020 года. Информацию об остальных апдейтах поискового алгоритма можно получить из записей в официальном блоге Google.
Метатег Keywords не учитывается при ранжировании сайтов.

### PageRank

Иллюстрация алгоритма PageRank

Google использует алгоритм расчёта авторитетности PageRank. PageRank является одним из вспомогательных факторов при ранжировании сайтов в результатах поиска. PageRank не единственный, но очень важный способ определения положения сайта в результатах поиска Google. Основная идея — чем больше ссылок на страницу, тем она важнее и соответственно попадает в число первых результатов поиска.
Google учитывает персональные данные пользователей для выдачи только тех результатов, которые ему нужны. Это явление имеет негативные стороны, например, если пользователь критикует президента в социальных сетях, то на запрос о гражданском мнении о президенте он получит только результаты с негативными характеристиками последнего, вообще на любой запрос пользователь будет получать не противоречащую его мнению информацию, что разумеется не очень хорошо влияет на его гражданское мнение. Илай Парайзер назвал это пузырём фильтров.
Сейчас в Google возможна функция отключения просмотра персональных результатов при просмотре сайтов.

## Поисковые запросы

### Синтаксис запросов
Интерфейс Google содержит довольно сложный язык запросов (поисковые операторы), позволяющий ограничить область поиска отдельными доменами, языками, типами файлов и т. д. Например, поиск «intitle:Google site:wikipedia.org» выведет все статьи Википедии на всех языках, в заголовке которых встречается слово Google.
Мощный язык запросов в руках взломщиков может быть использован для исследования веб-сайтов на уязвимости.

#### Поиск по картинкам
Поисковая система Google предоставляет возможность осуществлять поиск в Интернете, используя в качестве запросов графические изображения. Поиск выполняется через страницу images.google.com.
В феврале 2018 года Google отключил функцию полноразмерного просмотра картинок. Теперь для просмотра нужно перейти непосредственно на сайт.

### Поиск в найденном
Для результатов поиска Google ранее предоставлял возможность повторного поиска, что позволяло производить поиск более детально. Для более детального поиска пользователям необходимо было указывать дополнительные параметры, по которым происходил отбор результатов, что позволяло сразу отобразить не только запрос, но и контекст, где он применяется. Данная возможность упрощала процедуру поиска, исключив необходимость в открытии каждого результата.

### Википоиск
Поисковая технология, позволяющая пользователю настраивать результаты выдачи по поисковым запросам. Пользователь может удалять результаты из списка и поднимать вверх списка. Технология была запущена компанией Google весной 2009 года и проработала до осени. В настройках поиска осталась настройка для включения «википоиска», но в выдаче соответствующие элементы управления отсутствуют. Другие поисковые системы подобной функциональности пока не предоставляли.

### Голосовой поиск
22 сентября 2010 года компания запустила голосовой поиск в России. Чтобы осуществить поиск, необходимо нажать в телефоне кнопку рядом со строкой поиска и произнести свой запрос, телефон отправит ваш голос на сервер, и браузер выдаст строку с распознанным вашим запросом и результатами поиска по нему. С 2014 года доступна активация голосового поиска без прикосновения к экрану. На телефонах с установленным Android не ниже версии 4.3 достаточно сказать «окей, Гугл», чтобы активировать функцию.

### Поиск по вакансиям
13 марта 2019 года Google запустила в России сервис Google Jobs — агрегатор вакансий в поисковой выдаче. Пользователи увидят вакансии в отдельном окне в поисковой выдаче после соответствующего запроса. Поисковик также предлагает фильтры по городу, дате публикации объявления, типу занятости и компаниям. Пользователи также смогут сохранять вакансии, видеть их на карте и получать уведомления.

### Поиск в соцсетях
24 июня 2023 года Google запустила альтернативную поисковую ленту «Perspectives», которая призвана представлять различные точки зрения, основываясь на публикациях реальных пользователей социальных платформ. Выдача службы включает короткие и длинные видео с TikTok и YouTube, публикации веб-сайтов, платформ Quora и Reddit. При разработке этой функции в компании руководствовались тем, что для людей более востребована информация от реальных лиц, чем от компаний или брендов. Впервые технология была продемонстрирована в мае на конференции Google I/O. Функция в настоящий момент внедряется для пользователей в США.

### Логотип Google
Текущий официальный логотип Google действует с 1 сентября 2015 года. В отличие от прежнего логотипа, в новом используется шрифт без засечек, а также более мягкие цвета. По случаю праздника или круглой даты какой-нибудь широко известной личности стандартный логотип Google у некоторых или, реже, у всех региональных доменов может меняться на праздничный, имеющий определённую тематику, смысл, но в стиле Google (англ. Holiday and Events — Google style!).

### Искусственный интеллект
В апреле 2023 года NYT объявила, что Google планирует внедрить ИИ в свою поисковую систему, чтобы сделать результаты более персонализированными. Проект получил название Magi. Также ведётся работа над новой поисковой системой, но процесс пока только в самом начале. В мае 2023 года на ежегодной конференции разработчиков I/O было объявлено, что Google начинает внедрение генеративного ИИ в поиск. Новый продукт будет называться Converse, и он позволит получать результаты по сложным запросам. Для получения доступа к нему нужно подать заявку в Google Labs. Тестирование продукта будет доступно в ближайшие недели, но пока в США и на английском языке.
В октябре 2023 года поисковая система Google научилась генерировать изображения по текстовому описанию. Технология называется Search Generative Experience (SGE) и пока доступна для тестировщиков.
В марте 2025 года был представлен новый режим поиска — AI Mode, который способен формировать результаты с помощью ИИ на основе различных источников.

## Критика

### Проблемы с выдачей
Критики отмечают, что качество выдачи поисковика в последние годы стало хуже, несмотря на официальные заявления Google. Согласно исследователям Лейпцигского университета, Веймарского университета «Bauhaus» и Центра масштабируемой аналитики данных и искусственного интеллекта, выдача стала хуже из-за «мусорных сайтов», которые борятся за первое место в поиске. Так, основная проблема состоит в партнёрском маркетинге -- авторы сайтов делают обзоры и отзывы на различные товары, которые включают реферальные ссылки на эти товары, за покупку которых по этим ссылкам авторы получают процент. Для Google это означает то, что каждый может сделать обзор на один продукт, поэтому у кого больше просмотров, тот и зарабатывает больше всего денег, и является первым в выдаче. Исследователи отметили, что, анализировав 7392 поисковых запроса, связанных с обзорами на товары, на первых местах в выдаче страницы были более оптимизированы, у них больше реферальных ссылок, однако, как правило, качество текста хуже. Google сопротивляются некачественным результатам на первых местах в выдаче, поэтому постоянно меняют свои алгоритмы, что, однако, не даёт никакого эффекта, и SEO-спам, в итоге, выигрывает. Google, по собственным заявлениям, осознаёт наличие проблемы. Среди пользователей поисковика также стало популярным добавлять слово «reddit» в конце запроса, в основном для более релевантных результатов.
Критики также отмечают, что рекламы в поисковике стало больше, в том числе и рекламы сервисов самого Google, которым в выдаче отдаётся предпочтение.

### Проблемы с авторскими правами
KaZaA и Церковь саентологии использовали Закон об авторском праве в цифровую эпоху (DMCA), чтобы потребовать от Google удалить ссылки на материалы на их сайтах, якобы защищённые авторским правом. Google по закону обязан удалить эти ссылки, но вместо того, чтобы убрать результаты поиска, предпочитает связать результаты с жалобами, которые подали эти организации.
The New York Times жаловалась на то, что кэширование их содержания поисковым роботом — особенность, используемая поисковиками, в том числе Google Web Search, нарушает авторские права. Google соблюдает стандартные Интернет-приёмы для запросов об отключении кэширования посредством файла robots.txt — стандартного механизма, позволяющего администраторам веб-сайта потребовать исключения своего сайта или его части из результатов поиска — или через мета-теги, позволяющие редактору контента указать, можно ли индексировать или архивировать документ и можно ли проходить по ссылкам в документе. Окружной суд США штата Невада постановил, что кэши компании Google не нарушают авторских прав согласно американскому законодательству в делах Field vs Google и Parker vs Google.

### Проблемы с неприкосновенностью личной жизни
Впервые у Google начались проблемы в связи с нарушением прав человека ещё в 2005 году. При создании карт Google Earth были использованы изображения крыши американского Белого дома, что представляет угрозу для национальной безопасности Соединённых Штатов. Американская общественность была глубоко возмущена тем, что потенциальные террористы впервые получили шанс детально рассмотреть системы защиты Белого дома, расположенные на крыше.
В 2008 году американская семья Боринг из штата Пенсильвания обвинила компанию Google в нарушении неприкосновенности их частной жизни. При создании общемировых городских виртуальных карт Google Street View были использованы изображения дома и бассейна супружеской четы. Боринги незамедлительно подали в суд и потребовали от Google 25 000 долларов в качестве компенсации за причинённый моральный ущерб. Однако по решению суда в 2010 году они получили от компании компенсацию в размере всего лишь 1 доллара.
Против Google также выступил Американский Национальный Юридический и Политический Центр (NLPC). В качестве доказательства нарушения сервисом частных прав члены центра предоставили информацию об одном из руководителей Google, собранную при помощи сервисов компании менее чем за полчаса — изображения его дома, номера машин, припаркованных возле него, название фирмы, занимающейся благоустройством его территории и даже название охранной фирмы, клиентами которой являются его соседи.
Кроме того, в 2010 году стало известно, что во время работы над сервисом Street View компания Google сканировала IP адреса и пароли граждан. Во время съёмок улиц и площадей разных городов со специальных автомобилей, оборудованных видеокамерами, специалисты Google также занимались сканированием сигнала беспроводных сетей Wi-Fi. В результате компания получила пароли и другую информацию конфиденциального характера, необходимую для входа в электронную почту частных и юридических лиц.
В настоящее время компанию Google серьёзно критикуют за нарушения прав человека, связанные с реализацией проекта Google Glass. Ношение очков Google уже запрещено в американских кинотеатрах, казино и стрип-клубах. Их владельцы опасаются, что посетители в таких очках будут записывать происходящее на видео. Кроме того, решение о запрете очков в скором времени могут принять американские банки и дирекции парков.

### Проблемы, связанные с нечестной конкуренцией
В феврале 2022 года шведский сервис сравнения цен PriceRunner подал на компанию в суд, обвинив её в нарушении закона о конкуренции - компания якобы отдавала предпочтение своему сервису по поиску товаров в Интернете . Сумма иска составляет 2,1 миллиарда евро.

#### Монополизм
6 августа 2024 года Google проиграли судебное дело United States v. Google LLC, которое тянулось с 2020 года -- судья Амит Мехта постановил, что поисковик Google является монополистом в этой сфере, который нарушает секцию 2 закона Шермана.

## Калькулятор
Калькулятор, встроенный в поисковый сервис Google, позволяет выполнять арифметические вычисления, перевод множества величин. Кроме того, с его помощью можно строить графики математических функций по их формулам, причём, наряду с двумерными графиками возможно построение графиков некоторых поверхностей в трёхмерном пространстве.

## Сленг «Гуглить»
Из-за популярности поисковой системы в английском языке появился неологизм to google или to Google (аналог в русском компьютерном сленге — гуглить), использующийся для обозначения поиска информации в Интернете с помощью Google. Именно с таким определением глагол занесён в наиболее авторитетные словари английского языка — Оксфордский словарь английского языка и Merriam-Webster, хотя в других источниках приводятся примеры его использования для обозначения поиска вообще чего-либо в Интернете.
Первым, кто использовал слово как глагол, был сам Лэрри Пэйдж, 10 июля 1998 года подписавший одно из своих сообщений для списка рассылки: «Have fun and keep googling!» Американское диалектическое сообщество назвало глагол «to google» словом десятилетия.
Опасаясь возможной утраты товарного знака, Google не одобряет использование глагола google, особенно когда подразумевается поиск в Интернете вообще. Например, 23 февраля 2003 года компания направила письмо «прекратить и воздерживаться» (англ. cease and desist) Полу МакФедрису, основателю Word Spy — сайта, отслеживающего неологизмы. Также, в своей статье в «Вашингтон пост», Фрэнк Арэнс обсуждал письмо, полученное от юристов Google, иллюстрирующее «правильное» и «неправильное» употребление глагола google. В ответе на эту статью лексикографы словаря Merriam-Webster заметили, что записали глагол to google со строчно́й буквы, но для обозначения поисковой системы Google употребили заглавную букву (англ. to use the Google search engine to seek online information — пользоваться Google для поиска информации в Интернете), впрочем, редакторы оксфордского словаря не стали сохранять обе «версии» для истории. В 2006 году Google выпустил публичное заявление с требованием «использовать слова, образованные от Google, только когда речь идёт о Google Inc. или его сервисах».